# Барбалатешти (Арђеш)
Барбалатешти (рум. Bărbălătești) насеље је у Румунији у округу Арђеш у општини Ваља Јашулуј. Oпштина се налази на надморској висини од 603 m.

## Становништво
Према подацима из 2002. године у насељу је живело 163 становника, од којих су сви румунске националности.